# Magaña
Magaña es una localidad y también un municipio de la provincia de Soria, 
partido judicial de Soria, comunidad autónoma de Castilla y León, España. Pueblo de la comarca de Tierras Altas.
Desde el punto de vista jerárquico de la Iglesia católica forma parte de la diócesis de Osma la cual, a su vez, pertenece a la archidiócesis de Burgos.

## Historia
Durante la Edad Media formaba parte de la Comunidad de Villa y Tierra de Magaña, que en el Censo de Floridablanca aparece repartida en cuatro partidos, pasando a pertenecer al Partido de Magaña, señorío del marqués de Vadillo.
A la caída del Antiguo Régimen la localidad se constituye en municipio constitucional en la región de Castilla la Vieja, partido de Ágreda que en el censo de 1842 contaba con 94 hogares y 330 vecinos.
A finales del siglo XX crece el término del municipio porque incorpora a Pobar.
Se supone sus orígenes a repobladores cristianos, principalmente vascones, que perduraron a las batallas de Almanzor y se extendieron desde aquí hacia las tierras de Ágreda.

## Geografía
Esta pequeña población de la comarca de Tierras Altas está ubicada en el noreste de la provincia, en el límite con La Rioja bañado por el río Alhama en la vertiente mediterránea, al sur de sierra de las Cabezas y sierra de Alcarama; al norte de sierra del Almuerzo 
.

### Comunicaciones
Cruce de caminos: carretera provincial SO-P-1001 de Soria a Fuentes de Magaña y autonómica SO-630 que nos conduce a Ágreda.

### Senderismo
- GR-86 Sendero Ibérico Soriano
- PR-SO 110

### Medio ambiente
En su término e incluidos en la Red Natura 2000 los siguientes lugares:
- Lugar de Interés Comunitario conocido como Cigudosa-San Felices, ocupando 875 hectáreas, el 15 % de su término.[5]
- Lugar de Interés Comunitario conocido como Oncala-Valtajeros ocupando 199 hectáreas, el 3 % de su término.[6]

## Geografía humana

### Demografía
Cuenta con una población de 64 habitantes (INE 2024).
| Gráfica de evolución demográfica de Magaña entre 1842 y 2021 |
| |
| Población de derecho según los censos de población del INE Población de hecho según los censos de población del INEEntre el censo de 1970 y el anterior, crece el término del municipio porque incorpora a 42594 (Pobar) |

### Población por núcleos
| Núcleos    | Habitantes (2000) | Habitantes (2010) |
| ---------- | ----------------- | ----------------- |
| Magaña     | 55                | 66                |
| Pobar      | 32                | 29                |
| Villarraso | 16                | 11                |

## Patrimonio
- Castillo de la Nava del Marqués, del siglo XV construido en torno a torre bereber del siglo X. Situado sobre un cerro dominando el valle del Alhama.
- Iglesia parroquial católica de San Martín, gótica del siglo XVI, sobre ermita románica anterior.
- Ermita de la Virgen de Barruso, de origen románico.
- Ermita de San Salvador, románico tardío, estado ruina.
- Ermita de San Miguel, románico, estado ruina.
- Ermita de la Virgen de los Monasterios, románico, estado ruina.
- Puente Barruso, siglo XVI.
- Puente San Juan.
- Necrópolis medieval, siglo XI-siglo XIV.
- Castro celtíbero Los Castellares, paraje majadas de Valdelaguna.

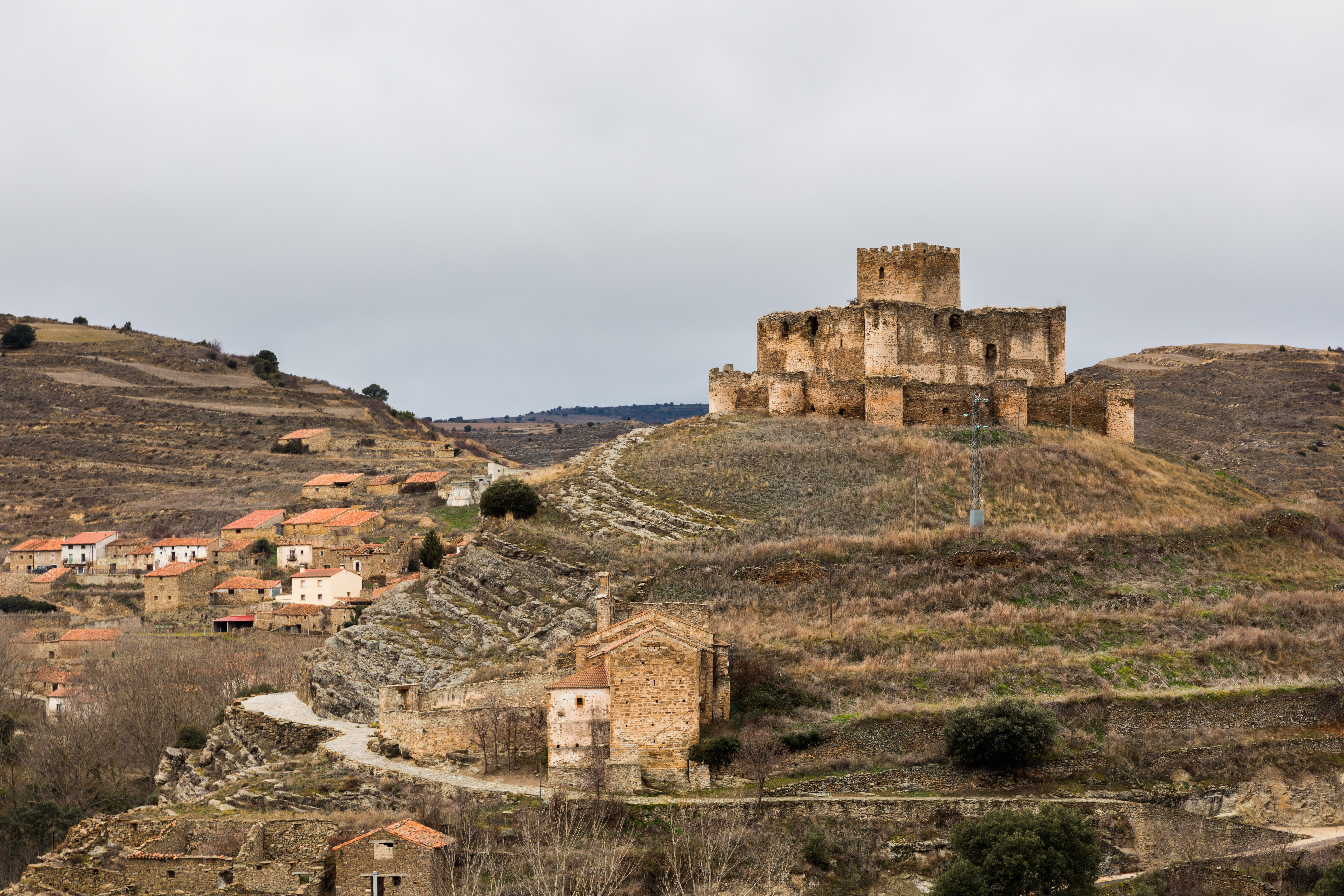
Magaña.
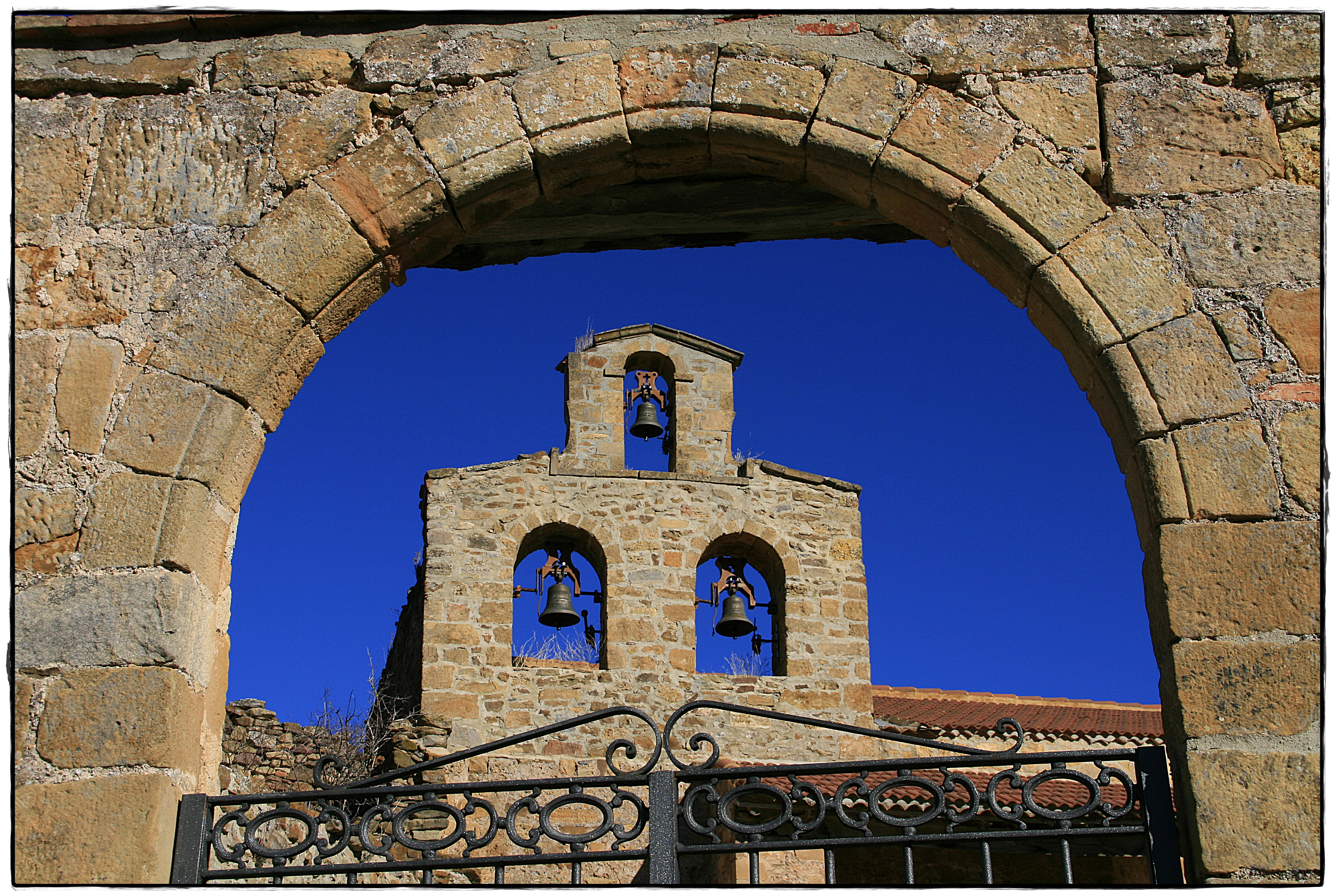
Ermita de la Virgen de Barruso.
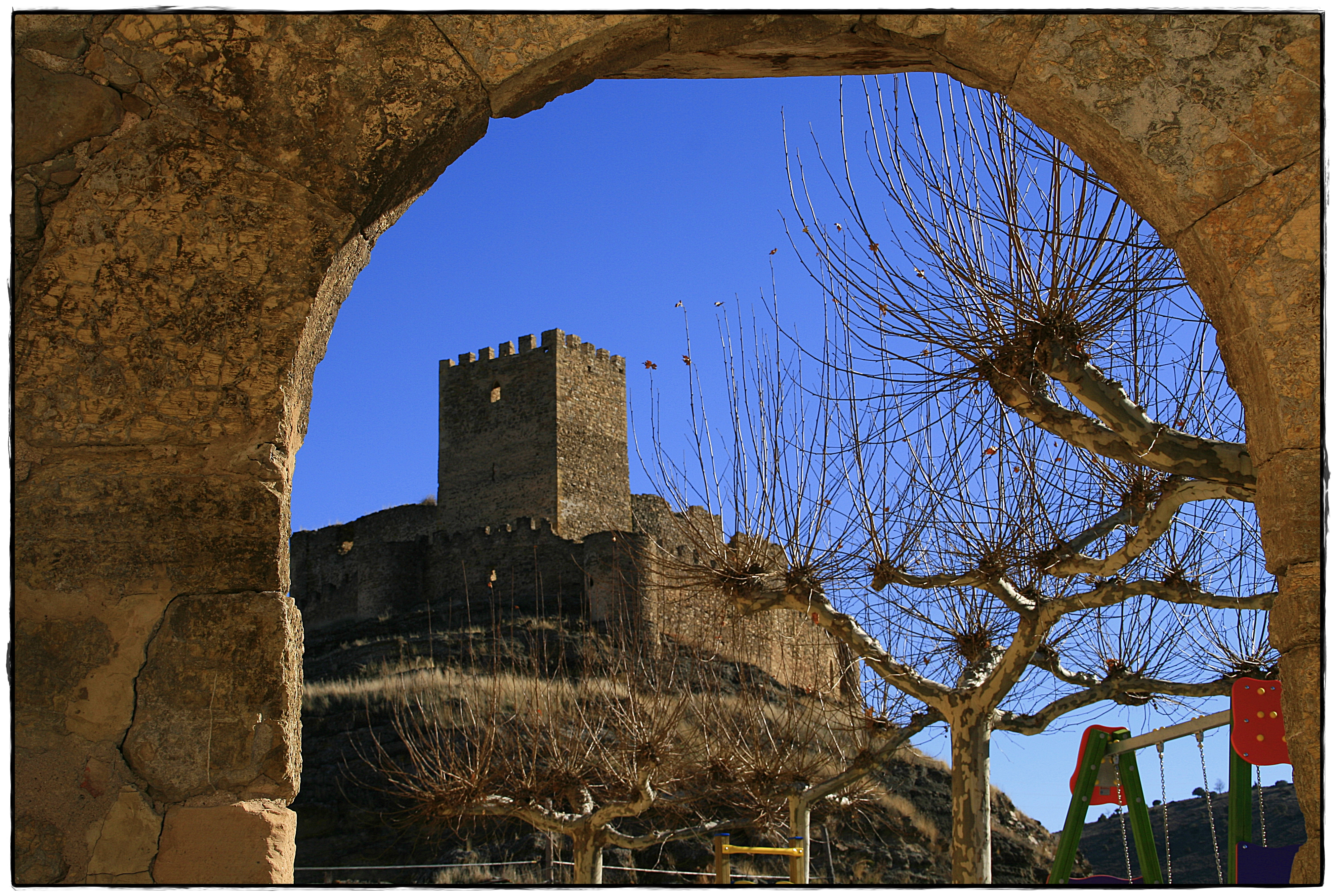
Castillo.